# Pamarai (Paramai)
Pamarai (Paramai) is een bestuurslaag in het regentschap Padang Lawas Utara van de provincie Noord-Sumatra, Indonesië. Pamarai (Paramai) telt 27 inwoners (volkstelling 2010).